# Ronny Hodel
Ronny Hodel, född 27 oktober 1982 i Luzern i Schweiz är en schweizisk fotbollsspelare som spelar som försvarare.

## Karriär
Hodel påbörjade sin karriär i schweiziska FC Luzern 1990 och sin proffskarriär 1998 innan han flyttade till BSC Young Boys 2005 för att förbättras som fotbollsspelare. Han spelade för BSC i två år tills han fick ett kontrakt med FC Basel 5 juli 2007. Hodel gjorde debut för Basel i en Uhrencup-match mot skotska Celtic.
Han anses vara en av de bästa vänsterbackarna i Schweiz trots att aldrig ha spelat en match för schweiziska landslaget; han har stor konkurrens till vänsterbackspositionen i landslaget av exempelvis Christoph Spycher och Ludovic Magnin.